# Rohožník (okres Humenné)
Rohožník je obec na Slovensku v okrese Humenné v Prešovském kraji ležící v Ondavské vrchovině.
První písemná zmínka pochází z roku 1454. Nachází se zde řeckokatolický chrám Nanebevstoupení Páně z roku 1927.